# 欧费黑尔托
欧费黑尔托，是匈牙利索博尔奇-索特马尔-贝拉格州所辖的一个村。总面积43.17平方公里，总人口2590，人口密度60.0人/平方公里（2011年1月1日）。